# Locus Map
Locus Map je multifunkční navigační aplikace pro zařízení Android. Používá se především pro volnočasové outdoorové aktivity, jako turistika, cyklistika nebo geocaching. Aplikaci také používají někteří profesionálové, například záchranné týmy nebo organizace sbírající geoprostorová data.
Aplikaci vytvořil v roce 2010 český vývojář Jiří Mlavec, zakladatel společnosti Asamm Software, se sídlem v Praze. Vývoj Locus Map probíhá ve spolupráci s komunitou uživatelů a je částečně crowdsourcingový.
Aplikaci si za dobu její existence nainstalovalo přes 5 000 000 uživatelů a získala ocenění v několika soutěžích a anketách.

## Funkce
- Záznam trasy – s grafy a statistikami, přizpůsobitelnými profily záznamu, audio trenérem a s podporou externích senzorů bluetooth a ANT+.
- Pánování tras - dostupné jednak přímo v aplikaci, a také ve webovém plánovači.
- Body zájmu – vytváření vlastních bodů, vyhledávání a řazení bodů zájmu OSM v offline databázi, zvuková upozornění na blížící se body.
- Webová knihovna - cloudové úložiště uživatelských tras a bodů, synchronizované se všemi zařízeními napojenými na uživatelský účet
- Vyhledávání míst, adres, souřadnic (včetně W3W) a kontaktů
- Geocaching – Locus Map je oficiálním partnerem Geocaching.com API.[4] Umožňuje stahování keší pro offline použití, navigaci ke keškám na mapě nebo kompasem, online a offline logování, podporu trasových bodů (waypoints), PocketQuery, trackably a nápovědy ke keškám.
- Podrobná navigace a navádění – navigace s hlasovými příkazy, navádění k bodu na mapě nebo kompasem.

- Live tracking – sdílení aktuální polohy průběžně v reálném čase s ostatními uživateli veřejně nebo v rámci soukromé skupiny.
- Funkce cyklistického počítače – tachometr, počítadlo kilometrů, průměrná rychlost, maximální rychlost, výškový profil, výškové převýšení, přizpůsobitelná nástěnka, číslice se zobrazují nad mapou, podpora externích senzorů pro sledování srdeční frekvence a rychlost šlapání.
- Import/export – importování/exportování tras a bodů z/na Internet nebo z/na další software v široké škále formátů (KML, KMZ, GPX ...), export na webové servery jako Strava, Runkeeper, GPSies, Google Earth, Vylety-zabava.cz atd.
- GPS – Locus zobrazuje aktuální satelitní síť, upozornění na stav GPS, podpora externích GPS jednotek.
- Přizpůsobení - aplikace nabízí široké možnosti přizpůsobení jejího uživatelského rozhraní - menu, panely na hlavní obrazovce, souřadnicové systémy, jednotky.

## Mapy
Locus Map používá mapy z různých zdrojů online i offline:

### Online mapy
- Svět - LoMapy - turistické mapy na bázi OSM
- USA – USGS, ChartBundle Archivováno 25. 4. 2021 na Wayback Machine. aj.
- Evropa – IGN (Francie), Outdooractive Archivováno 2. 4. 2019 na Wayback Machine. (Německo, Rakousko), Osmapa.pl (Polsko), Skoterleder (Švédsko), aj.
- Ostatní části světa – Visicom (Ukrajina, Asie, Svět), GSI maps (Japonsko), SledMap Archivováno 10. 8. 2018 na Wayback Machine. (Svět), Navigasi Archivováno 25. 10. 2018 na Wayback Machine. (Indonésie), NzTopoMaps Archivováno 27. 9. 2020 na Wayback Machine. (Nový Zéland) aj.
- podpora WMS a WMTS zdrojů map – meteorologické mapy, mapy NASA, katastrální mapy aj.

Většina online map lze stáhnout pro offline použití.

### Offline mapy
- Svět - LoMapy – vektorové mapy s přepínatelnými tématy – turistika, cyklistika, lyžování, silnice nebo město – založené na OSM
- USA - AccuTerra
- Velká Británie - Ordnance Survey
- Francie - IGN
- Německo, Rakousko – Outdooractive
- ostatní Evropa - SwissTopo (Švýcarsko), SHOCart (Česko a Slovensko), Compass (Polsko), CNIG (Španělsko)
- podpora SQLiteDB, TAR, MBT, GEMF, Orux nebo RMAP formáty
- podpora ostatních OpenStreetMap dat nebo vlastních motivů map

## Licence
Locus Map je k dispozici ve dvou verzích, každá s jinou licencí:
- Locus Map 4 - základní verze je zdarma, má omezené funkce a obsahuje reklamní proužek. K dispozici jsou ještě dva prémiové plány - Silver a Gold - umožňující více funkcí, dostupné za předplatné a jednorázové platby. K dispozici na Google Play a Amazonu.
- Locus Map 3 Classic - původně Locus Map Pro, licence s jednorázovou platbou bez časového omezení a omezení počtu zařízení. Udržovaná a podporovaná verze z roku 2021 pouze s drobnými aktualizacemi. K dispozici pouze na Google Play.

## Komunita
Locus Map je vyvíjena ve spolupráci s uživateli, kteří komunikují s vývojáři aplikace prostřednictvím specializovaného fóra nebo obecných diskusí o GPS nebo navigaci. Hlavním zdrojem příspěvků uživatelů je helpdesk s hlasovacím systémem – uživatelé sami hlasují pro změny a vylepšení aplikace. Navzdory skutečnosti, že vývojáři aplikací pochází z České republiky, většina komunity aplikace Locus se nachází v Německu. Překlady aplikací se provádějí pomocí crowdsourcingu.